# 日本民謡協会
公益財団法人日本民謡協会（にほんみんようきょうかい）は、東京都品川区南品川に本部を置く民謡の代表的な組織である。1950年6月24日設立。

## 主催行事
- 津軽三味線コンクール全国大会（4月浅草公会堂で開催）
- 民謡民舞少年少女全国大会（8月きゅりあんで開催）
- 民謡民舞全国大会（10月きゅりあんで開催、例年は国技館で開催だが、2017年から19年まで改修工事のため使用されず。22–23年はきゅりあん改修のためカルッツかわさきで開催）
- 新春民謡ショー（1月）
- 民舞の祭典（9月）
- 民謡SONIC（2月江戸東京博物館ホールで開催）